# François Duvalier
François „Papa Doc” Duvalier (Port-au-Prince, 1907. április 17. – 1971. április 22.) Haiti származású orvos, a szigetország 1957 és 1971 közötti teljhatalmú diktátora.

## Gyermekkora, ifjúsága
Apja, Duval Duvalier békebíróként, anyja, Urita Abraham pedig egy pékségben dolgozott.
Bár abban az időszakban a gyermekek 90%-a nem részesült semmiféle oktatásban, Duvalier tanulhatott. A Lycée Pétion intézetben tanult, majd egy Action Nationale című napilapnak írt „Abderrahman” álnéven.
A rövid újságírói kitérő után beiratkozott a Haiti Orvosi Egyetemre, majd medikusként a Saint François-de Sales kórházban dolgozott. Ekkoriban ragadt rá beceneve: „Papa Doc”.
1939. december 27-én feleségül vette Simone Ovide Fain ápolónőt, akivel – bár házasságuk nem volt idilli – négy gyermekük született: Marie Denise, Simone, Nicole és végül Jean-Claude (a későbbi „Baby Doc”).
1934 és 1946 között „Papa Doc” számtalan kórházban dolgozott, miközben amerikai pénzből kutatásokat végzett a trópusi betegségek gyógyítása érdekében. Hamarosan hírnevet szerzett magának, mint olyan emberséges orvos, aki a szegényekről sem feledkezett meg. Ennek köszönhette, hogy 1946 és 1950 között megválasztották a Nemzeti Közegészségügyi Szolgálat főigazgatójának, majd kinevezték közegészségügyi és munkaügyi miniszterré. Ez idő tájt lett tagja az írókból álló Le Groupe des Griots nevű csoportnak, amely a fekete nacionalizmust és a vudu vallást tartotta a haiti kultúra fő forrásának.

## A Diktátor
1957. szeptember 22-én Haiti népe megválasztotta az ország elnökévé. Kezdetben Duvalier ígéretet tett arra, hogy véget vet a felsőbb osztálybeliek uralmának. Elsődleges célja a vudu kultúra teljes körben való elterjesztése volt, maga „Papa Doc” vudu varázslóként (houngan) is tevékenykedett. Duvalier elnöksége végül a félelem és erőszak korát hozta el Haiti számára.
Miután 1958 júniusában katonai puccsot kíséreltek meg ellene, drasztikusan lecsökkentette a hadsereg létszámát, és bezáratta a katonai akadémiát. Ezt követően megszervezte saját magánhadseregét, a „palotaőrséget”, majd létrehozta a 9-15 ezer tagot számláló vidéki milíciákat, melynek tagjai „nemzetbiztonsági önkéntesek”-nek (Volontaires de la Sécurité Nationale – VSN) nevezték magukat, ám a nép egyszerűen csak „Tonton Macoute”-oknak (mumus) hívta őket. Hírhedtségük az általuk elkövetett embertelen gyilkosságokkal volt magyarázható, valamint azzal, hogy számos tagjuk aktív vudu vallásgyakorló is volt, így azt tartották róluk, hogy a sötét erők támogatását is élvezik. Mivel nem kaptak fizetést, önmagukról kellett gondoskodniuk, melyet aztán megvesztegetés, gyilkosság, zsarolás és korrupció útján oldottak meg.
Miután megválasztották, Duvalier kíméletlenül megkopasztotta az országban működő vállalatok nagy részét, a vele szembehelyezkedőket pedig a hírhedt Fort Dimanche-ba - gúnynevén Fort Mort („Halál-erőd”) záratta.
1959. május 24-én Duvalier szívrohamot kapott és kómába esett, felgyógyulása után, 1960. július 14-én 18 hónapra letartóztatta a betegsége idején őt helyettesítő Clément Barbot-ot, aki – miután kiszabadult – 1963. április 16-án megpróbálta elrabolni Duvalier gyermekeit, így kényszerítve az elnököt a lemondásra, ám terve nem járt sikerrel. Ezek után újra merényletet szervezett, ezúttal Duvalier ellen, de 1963. július 14-én Duvalier emberei meggyilkolták. Annak idején nemcsak Barbot próbált meg véget vetni „Papa Doc” uralmának. A történelem egyik legbizarrabb elnökbuktatási kísérletének keretében három haiti férfi, két floridai seriff és három másik amerikai is meg akarta ölni, azonban mind a nyolcukat lelőtték.
Az 1961-es elnökválasztás után – melyet természetesen „Papa Doc” nyert a szavazatok 100%-ával – az Amerikai Egyesült Államok beszüntette az ország segélyezését, melynek következtében 1964-re Haiti egy főre jutó nemzeti jövedelme történelmi mélypontra esett. Ennek ellenére Duvalier 1964 áprilisában módosította az ország alkotmányát, és magát örökös elnökké tette.

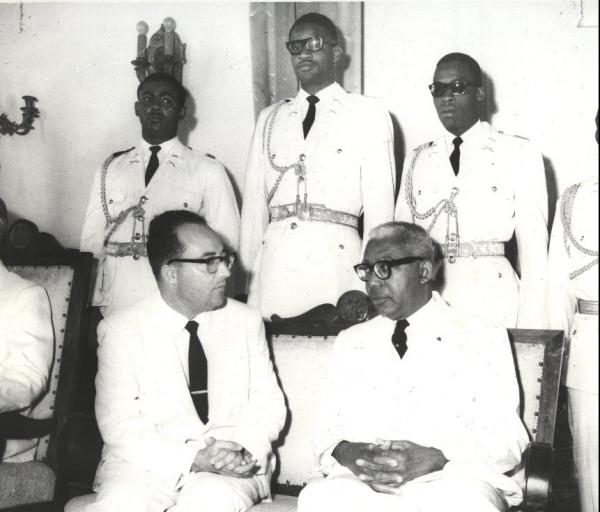
Duvalier (jobbra) és Joel Bar-Romi, Izrael haiti követe (balra) az 1964-es „örökös elnöki” beiktatáson

Az uralmának megdöntésére, illetve megölésére tett kísérletek 1967-re egyre sűrűbbé váltak, de nem jártak sikerrel. Az évek múlásával Papa Doc egyre beszámíthatatlanabb lett, amelyet fokozott egy korábbi szívroham okozta kómával bekövetkező agykárosodása is. Az ország lakosságát nemcsak rendszere véres brutalitásával sikerült állandó rettegésben tartva uralma alatt tartania, de nagyban épített a haitiak babonáira. Sikerült ugyanis elhitetnie az emberekkel, hogy ő egy félelmetes vudu félistenség, Baron Samedi (Szombat báró) reinkarnációja. A haiti folklórban ő a sírok és temetők őrzője, a Nagy Kaszás figurájának vudu megtestesítője. A hiedelem Samedit fekete ruhában és kalapban ábrázolja, aki ráadásul selypít is. Maga Duvalier is ugyanígy öltözködött és a beszédstílusa is ilyen volt. Duvaliert így idővel olyan félelemkultusz vette körül, hogy még a Miatyánkot is átfogalmazták az ő nevével, amely körülbelül így hangzott:
Mi Doc Papánk, ki a Nemzeti Palotában élsz szenteltessék te neved a jelen és jövő nemzedék által. Tegyék ezt Port-au-Prince-ben, ahogy a többi megyében. Add meg nékünk ma az új Haitinket és ne bocsásd meg a haza ellenségeinek vétkeit, kik naponta leköpdösik országunkat.
Magát istenné akarta nyilvánítani, aki halhatatlan, ugyanakkor halottlátó és zombikat csinál az emberekből. Gyakorta demonstrálta gazdagságát azzal, hogy a nyomorgó haitiak között hatalmas pénzeket szórt szét, ezzel is azt akarván kifejezni, hogy életük tőle függ.
1971. április 22-én, több hónapnyi betegeskedés után, végzetes szívroham következtében halt meg, két nappal későbbi temetése hat órán át tartott 101 ágyúlövés kíséretében.
Elnöki székét fia, Jean-Claude Duvalier („Baby Doc”) vette át, aki legalább annyi kárt okozott, mint apja. Végül 1986. február 7-én a hadsereg elűzte Haitiről. Franciaországban telepedett le. 2011. január 16-án visszatért Haitire, az ország fővárosát, Port-au-Prince-et ért, rengeteg áldozatot követelő 2010-es földrengés után. Indoka valószínűleg az lehetett, hogy már nem tudott hozzáférni a svájci bankszámláin tárolt kb. 6 000 000 dollárhoz. A haiti rendőrség letartóztatta sikkasztás és korrupció gyanújával, de Duvalier 2014. október 4-én elhunyt.